# Région 4 (Territoires du Nord-Ouest)
Pour les articles homonymes, voir région 4.
La région 4 est une division de recensement (en) canadienne des Territoires du Nord-Ouest.